# Ilse Weber

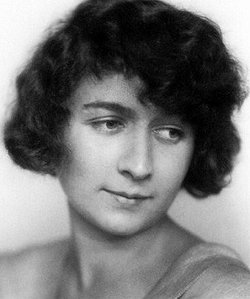
Ilse Weber (vor 1928)

Ilse Weber, geborene Herlinger (11. Januar 1903 in Witkowitz (heute Vítkovice), damals Österreich-Ungarn  –  6. Oktober 1944 im KZ Auschwitz-Birkenau), war eine tschechische deutschsprachige Schriftstellerin. Viele ihrer Texte erschienen postum. Ilse Weber wurde als Jüdin während der Judenverfolgung durch die SS in der Tschechoslowakei nach einer ersten Deportation (1942) aus dem Konzentrationslager Theresienstadt 1944 weiter in das deutsche Vernichtungslager Auschwitz-Birkenau deportiert und dort gemeinsam mit ihrem Sohn und anderen von ihr in der Gefangenschaft betreuten Kindern in einer Gaskammer ermordet.

## Leben
Ilse Herlinger schrieb seit ihrem 14. Lebensjahr jüdische und andere Kindermärchen, kleine Theaterstücke für Kinder und Gedichte, die sie auch vertonte. Sie wurden in deutschen, tschechischen, österreichischen und Schweizer Zeitungen und Zeitschriften, in Büchern und auch im Radio veröffentlicht. 1930 heiratete Ilse Herlinger Willi Weber. Neujahr 1931 wurde ihr Sohn Hanuš geboren und sein Bruder Tomáš im März 1934. Als das Leben für Juden immer schwerer wurde, zog die Familie 1939 nach Prag. Im Mai 1939 wurde Hanuš Weber mit einem von dem Briten Nicholas Winton in Prag organisierten Kindertransport-Zug nach England und von dort weiter nach Schweden verschickt, wo er von Freunden Ilse Webers als Pflegekind großgezogen wurde. So entkam er der Vernichtung. Am 6. Februar 1942 wurde die restliche Familie Weber von Prag in das Ghetto Theresienstadt genannte deutsche Konzentrationslager deportiert. Dort arbeitete Ilse als Krankenschwester in der Kinderkrankenstube.
Im Lager entstanden weitere Gedichte. Berühmt durch zahlreiche Interpretationen wurden das von ihr komponierte Schlaflied Wiegala und das Lied Ich wandre durch Theresienstadt. Dieses Gedicht schrieb Weber für ihren Sohn Hanuš, „den sie vor Ausbruch des Krieges in Prag in einen Zug gesetzt hatte, in der Hoffnung, ihn eines Tages wiederzusehen“.
Als die Kinderkrankenstube, in der sie arbeitete, zur Deportation nach Auschwitz bestimmt wurde, meldete sich Ilse Weber freiwillig, um die kranken Kinder zu begleiten. Sie, ihr Sohn Tomáš („Tommy“) und die anderen Kinder wurden gleich nach ihrer Ankunft am 6. Oktober 1944 im KZ Auschwitz ermordet. Ein Häftling vom Leichenträgerkommando, der Ilse Weber von der früheren Haft in Terezín/Theresienstadt her kannte, ging zu den Wartenden. Zitat: „‚Stimmt es, dass wir duschen dürfen nach der Reise?‘ fragte sie. Ich wollte nicht lügen und so antwortete ich: ‚Nein, das hier ist kein Duschraum, es ist eine Gaskammer, und ich gebe dir jetzt einen Rat. Ich habe euch oft singen hören in der Krankenstube. Geh so schnell wie möglich in die Kammer. Setz dich mit den Kindern auf den Boden und fangt an zu singen. Sing, was du immer mit ihnen gesungen hast. So atmet ihr das Gas schneller ein. Sonst werdet ihr von den andern zu Tode getreten, wenn Panik ausbricht.‘ Ilses Reaktion war seltsam. Sie lachte irgendwie abwesend, umarmte eines der Kinder und sagte: ‚Also werden wir nicht duschen –‘.“

## Nachleben der Familie und postume Veröffentlichungen
Ilse Webers Mann Willi hatte sich bereits im September 1944 freiwillig nach Auschwitz deportieren lassen, weil den Transportteilnehmern versprochen worden war, dass die Familienangehörigen in Theresienstadt bleiben und Briefkontakt halten dürften. Da er wenige Tage später als Zwangsarbeiter in das KZ Gleiwitz verlegt wurde, überlebte er den Holocaust. Er kehrte nach Kriegsende nach Theresienstadt zurück, um Ilse Webers Gedicht-Manuskripte, die das Paar vor der Deportation eingemauert hatte, zu bergen. Sie blieben auf diese Weise erhalten und konnten postum herausgegeben werden. Willi Weber lebte nach dem Krieg in der ČSSR und starb 1974 bei einer Reise in Kopenhagen.
Hanuš Weber lebte nach dem Krieg mit seinem Vater in Prag und arbeitete später für den Tschechischen Rundfunk. Nach der Niederschlagung des Prager Frühlings kehrte er 1969 nach Schweden zurück, wo er Fernsehjournalist wurde und am 14. September 2021 starb.

## Werke (Auswahl)
- Puppe Lores Glück und Ende. In: Onkel Franz. Illustrierte Jugend-Zeitung (Wochenbeilage zum „Prager Tagblatt“). Nr. 33. Prag 12. August 1923, S. 129–131 (Digitalisat [abgerufen am 11. Januar 2023]). (Als Ilse Herlinger).
- Der blaue Prinz. Märchenspiel mit Gesang und Tanz in einem Akt. Pressekommission de Zionistischen Zentralverlages für die čechoslovische Republik, Mährisch Ostrau 1928 (als Ilse Herlinger).
- Jüdische Kindermärchen. Dr. Färber, Mähr. Ostrau 1928 (als Ilse Herlinger), 2. Auflage 1932.
- Die Geschichten um Mendel Rosenbusch. Erzählungen für jüdische Kinder. Färber, Mährisch-Ostrau 1929 (als Ilse Herlinger); wiederveröffentlicht als: Mendel Rosenbusch. Geschichten für jüdische Kinder, mit Übersetzung ins Hebräische von David Abramov, Zeichnungen von Özgür Erkök Moroder, Nachwort von Annegret Völpel, Herausgegeben von Ulrich Leinz. Gans Verlag, Berlin 2020, ISBN 978-3-946392-16-3.
- Der Fleck im Buche. In: Die Frau und Mutter. XVIII. Jahrgang, Nr. 11. Wien November 1929, S. 39 (Digitalisat [abgerufen am 11. Januar 2023]). (Als Ilse Herlinger).
- Das Trittrollerwettrennen und andere Erzählungen. Paul Sollors' Nachf. in Reichenberg [1935]. (Anm.: Die tschechische Nationalbibliographie nennt dieses Jahr als Erscheinungsjahr; da der Band erst ein Jahr später von der Deutschen Nationalbibliothek erworben wurde, weist der dortige Katalogeintrag als Erscheinungsjahr "1936" aus; vgl. DNB 578245345.)
- Gewitter. In: Die Frau und Mutter. Nr. 9. Wien September 1939, S. 2 (Digitalisat [abgerufen am 11. Januar 2023]). (Als Ilse Herlinger.)
- In deinen Mauern wohnt das Leid – Gedichte aus dem KZ Theresienstadt. Bleicher, Gerlingen 1991, ISBN 3-88350-718-0 (online).
- Ich wandre durch Theresienstadt. Lieder für Singstimme und Klavier. Nach den Quellen und in Bearb. hrsg. von Winfried Radeke. Boosey & Hawkes - Bote & Bock, Berlin 2008 [Auslieferung: Schott, Mainz], ISMN 979-0-2025-2326-1 (Suche im DNB-Portal); enthält: Ich wandre durch Theresienstadt. Wiegenlied. Ade, Kamerad! Dobrý den. Denn alles wird gut. Ukolébavka. Und der Regen rinnt. Wiegala.
- Wann wohl das Leid ein Ende hat. Briefe und Gedichte aus Theresienstadt. Herausgegeben und mit einem biographischen Essay zu Leben und Werk der Ilse Weber von Ulrike Migdal. Hanser, München 2008, ISBN 978-3-446-23050-7.
- „Es war einmal, es ist noch gar nicht lange her“. Erzählungen für Kinder 1928-1935. Hrsg. von Wolfgang Rathert und mit einem Nachwort von Theresia Dingelmaier. Hentrich & Hentrich,  Leipzig 2023, ISBN 978-3-95565-589-1. [Enthält: Jüdische Kindermärchen, Die Geschichten um Mendel Rosenbusch, Das Trittrollerwettrennen und Der blaue Prinz]